# Administrateur de la Compagnie britannique d'Afrique du Sud en Rhodésie du Sud
Le poste d'Administrateur de la compagnie britannique d'Afrique du Sud en Rhodésie du Sud fut donné a plusieurs officiels britanniques afin de gouverner la Rhodésie du Sud (appelée Zimbabwe depuis 1980) de 1890 à 1923. Le plus important de ces administrateurs et le magistrat en chef, le premier à être effectif à la tête du gouvernement à cette époque. Il tient à cet effet un siège du conseil législatif de Rhodésie du Sud.